# Поповска река
Поповска река е река в Южна България, област Ямбол, общини Болярово и Елхово ляв приток на Тунджа. Дължината ѝ е 72 km, която ѝ отрежда 47-о място сред реките на България. Поповска река е вторият по големина след река Мочурица приток на Тунджа.
Поповска река извира под името Воденска река на 482 m н.в. в местността Белия гръбнак, в източната част на Дервентските възвишения, в непосредствена близост до границата с Турция. В най-горното си течение до село Воден) протича в тясна и залесена долина, в началото на запад, а след това на север. След селото завива на северозапад, като долината ѝ запазва тесния си характер до град Болярово, но вече обезлесена. След града долината на Поповска река значително се разширява, появяват се множество меандри и няколко пъти сменя посоката си на течение – от Болярово на североизток, в района на село Дъбово на северозапад, а след село Попово и до устието си – на югозапад. След село Добрич протича през Елховското поле. Влива отляво в река Тунджа на 98 m н.в., на 800 m северно от разклона за КПП „Лесово“ и Тополовград.
Площта на водосборния басейн на реката е 533 km2, което представлява 6,32% от водосборния басейн на Тунджа.
Основни притоци: → ляв приток, ← десен приток
- → Боялъшка река
- ← Алатлийска река (влива се в язовир „Малко Шарково“)
- ← Балъклия
- ← Крушевска река (Кошудере)
- ← Селската река
- ← Юздере
- ← Исуфларска река
- ← Кавакдере
- ← Геренската вада
- → Араплийска река (най-голям приток)

Реката е с основно дъждовно подхранване с максимум от февруари до юни и минимум от юли до ноември. Среден годишен отток при стената на язовир „Малко Шарково“ 0,9 m3/s.
По течението на реката са разположени 5 населени места, в т.ч. 1 град и 4 села:
- Община Болярово – Воден, Болярово, Попово;
- Община Елхово – Добрич.

Водите на реката се използват за напояване – язовир „Малко Шарково“, който служи и за регулиране на оттока на реката.

## Топографска карта
- Лист от карта K-35-66. Мащаб: 1 : 100 000.